# Stenobracon seyrigi
Stenobracon seyrigi är en stekelart som först beskrevs av Granger 1949.  Stenobracon seyrigi ingår i släktet Stenobracon och familjen bracksteklar. Inga underarter finns listade i Catalogue of Life.